# 江奈さやか
江奈 さやか（えな さやか、SAYAKA ENA）は、日本の現代美術家（Contemporary Artist）。

## プロフィール
- 東京都出身。美術専攻で高校を卒業後、油彩画、アクリル画、コラージュ、立体造形、写真、映像、音響、インスタレーション作品など、固定観念や枠にとらわれず様々な表現や手法で自身を表現している。また、コンテンポラリー・アートとして「茶会」を企画するなど幅広く活動中。
- 兄がいる[1]。
- モデルや女優としても活動しており、2014年3月31日から2015年3月まで日本テレビ『PON!』に水曜日のお天気お姉さんとしてレギュラー出演[2]。
- 2015年3月を以て所属していたヒラタオフィスを退社し、2015年5月よりスターダストプロモーションに所属。2018年3月を以ってスターダストプロモーションを退社。

## 展覧会/イベント
- 2016年、パンクをテーマにSHUHALLY庵主の裏千家茶道准教授・松村宗亮を招き「パンクな茶会」をディレクション。
- 2017年3月、個展「THE FIVE SENSES 」でアーカイブ作品と五感をテーマに体感する展示を開催。
- 2017年7月、成城石井（Le Bar aVin52 AZABU TOKYO）にて、3月に発表したバラのライトのワークショップ講師を務める。
- 2017年9月、Akinobu Aokiと2人展「Depaysements」にて「MY WEEK」と題し、とある7日間にスポットを当てた新作コラージュ作品を発表。
- 2017年10月、「THE TOKYO ART BOOK FAIR」に出店。
- 2017年11月、BRICK&MORTARの「ZINE SONIC」にて初のZINE「ME.」を発表。
- 2018年4月、BRICK&MORTAR「グループ展」にてゴミを題材にした「はたして、終わりなのか」を発表。
- 2018年9月、初の単独展【KNOWN】を開催。立体物、フォトフィルムコラージュ、音、映像の 4 種類のインスタレーションを発表。